# Hassan Roudbarian
Hassan Roudbarian   (Qazvín, 6 de juliol de 1978) fou un futbolista iranià de la dècada de 2000.
Fou internacional amb la selecció de futbol de l'Iran amb la qual participà a la Copa del Món de futbol de 2006. Pel que fa als clubs destacà a Pas Teheran.